# Обидів
Оби́дів — село в Україні, у Кам'янка-Бузькій міській громаді, Львівського району Львівської області. До 2020 року село Обидів підпорядковувалося Зубівмостівській сільській раді разом з селами Грушка, Зубів Міст, Рожанка та Ягідня, нині орган місцевого самоврядування — Кам'янка-Бузька міська рада. Населення становить 206 осіб.

## Географія
Село Обидів розташоване за 49 км від обласного центру, 49 км від районного центру та 8 км від адміністративного центру міської громади. За 7 км знаходиться найближча залізнична станція Батятичі. Між селами Обидів та Зубів Міст протікає річка Батячка, притока Західного Бугу.
Вулиці
В Обидові налічується 5 вулиць.
- Залізнична
- Підлісна
- Пісочна
- Сонячна
- Центральна

## Населення
За інформацією поданою у «Географічному словнику Королівства Польського», що 1880 року в Обидові мешкало 460 осіб (включно з присілком Збронці). Станом на 1 січня 1939 року у селі мешкало 780 осіб, з них: 60 українців, 20 поляків та 700 латинників. За даними всеукраїнського перепису населення 2001 року у селі мешкало 236 осіб, у 2021 році — 206 осіб.
Мова
Розподіл населення за рідною мовою за даними перепису 2001 року був наступним:
| українська | 236 | 100,00 |

## Назва
За місцевою легендою, існує думка, що в Обидові жили два брати. І якимось чином один іншого «обідив» (образив).

## Історія
Обидів відомий, принаймні, від 1595 року, вперше згадується у 1650 році. Більшість його населення становили польські переселенці. Також Обидів згадується в люстрації Руського воєводства за 1765 рік. 
Власником маєтку до якого входило й село Обидів, у другій половині XIX століття був граф Кароль Мієр (пом. 1885). По смерті графа маєток перейшов у спадок його дружині графині Гелені Мієр.

До 2020 року входило до складу Кам'янка-Бузького району, а нині є частиною Львівського району.

## Пам'ятки, визначні місця

### Церква Воскресіння Господнього
В шематизмах починаючи з 1924 року в Обидові згадується латинська каплиця, яка збудована у 1882 році. Ймовірно була освячена на честь святого Франциска Ассізького. Вівтарем орієнтована на північ. Перед першою світовою війною село разом із присілком Збронці мало 670 вірян, а перед другою світовою війною — шість сотень. По війні радянська влада зачинила каплицю і перетворили її на склад лляної полови. У 1990 році колишній римсько-католицький храм передали греко-католикам, які його відремонтували, добудували й 14 серпня 1990 року освятили як каплицю Святих мучеників Макавеїв. Оригінальне оснащення каплиці не збереглося. По останньому ремонті зовнішні стіни оббили вертикально дерев'яною вагонкою. За дзвіницю, що розташована з півдня від церкви, служить проста металева конструкція, на якій висять два дзвони. Нині святиня використовується релігійною громадою Української греко-католицької церкви Святих мучеників Макавеїв.

## Відомі люди
- о. Венантій Катажинець (власне ім'я — Юзеф Катажинець; 7 жовтня 1889, Обидів — 31 березня 1921, Кальварія Пацлавська) — польський священик, францисканець конвентуальний, магістр новіціяту монастиря оо. Францисканців у Львові та Преподобний Слуга Божий Католицької Церкви[15].
- Ярослав Гашек — видатний чеський письменник-сатирик. 19 липня 1915 року 9-та піхотна дивізія Австро-Угорщини, до складу якої входив 91-й піхотний полк, в якому служив Гашек, прибула до селища Обидів, де планувалося форсування річки Західний Буг і будівництво тимчасового мосту. Проте 21 липня дивізія вирушила на північ, щоб взяти участь у битві під Сокалем[16].